# Hôtel Vandenbroeck
L'Hôtel Vandenbroeck est un édifice classé de style éclectique teinté d'Art nouveau édifié par l'architecte Paul Vizzavona à Forest, une commune de Bruxelles en Belgique.

## Localisation
L'Hôtel Vandenbroeck se dresse à l'angle de l'avenue Brugmann et de l'avenue Molière, deux artères cossues situées (à cet endroit) sur le territoire de la commune de Forest, dans la banlieue sud de Bruxelles.
L'édifice occupe plus spécifiquement les numéros 177-179 de l'avenue Molière et les numéros 176-178 de l'avenue Brugmann. Le no 178 avenue Brugmann est situé sur Ixelles, le reste étant situé sur le territoire de Forest, dans un quartier riche en immeubles de style Art nouveau : Hôtel Hannon, maison Bruno Schmidt, maison personnelle de Jean-Baptiste Dewin, maison-atelier du peintre Paul Verdussen, maison-atelier du sculpteur Fernand Dubois, maison les Hiboux, maison-atelier de Louise De Hem…

## Historique
C'est en 1908 que Paul Vizzavona réalise cet ensemble architectural.
L'ensemble fait l'objet d'un classement au titre des monuments historiques depuis le 28 juin 2001 sous la référence 2071-0026/0.

## Architecture
L'ensemble architectural est composé d'un vaste hôtel de maître qui occupe l'angle et de deux maisons bourgeoises (avenue Molière 179 et avenue Brugmann 178) qui assurent la transition avec les maisons voisines,,.
L'hôtel particulier qui occupe l'angle est précédé, du moins du côté de l'avenue Molière, d'un petit jardin fermé par une grille en fer forgé supporté par des piliers en pierre blanche sculptée. Tant les grilles peintes en noir que les amortissements qui couronnent les piliers sont d'un style Art nouveau très affirmé.
Les façades de l'hôtel particulier sont construites en pierre blanche et comptent sept travées avenue Molière, trois travées d'angle et quatre travées avenue Brugmann.
Alors que les piliers et les fers forgés du jardinet sont de style Art nouveau, la structure, le plan et l'aménagement intérieur du bâtiment font plutôt référence à l'architecture française de style classique.

Amortissements de piliers de style Art nouveau
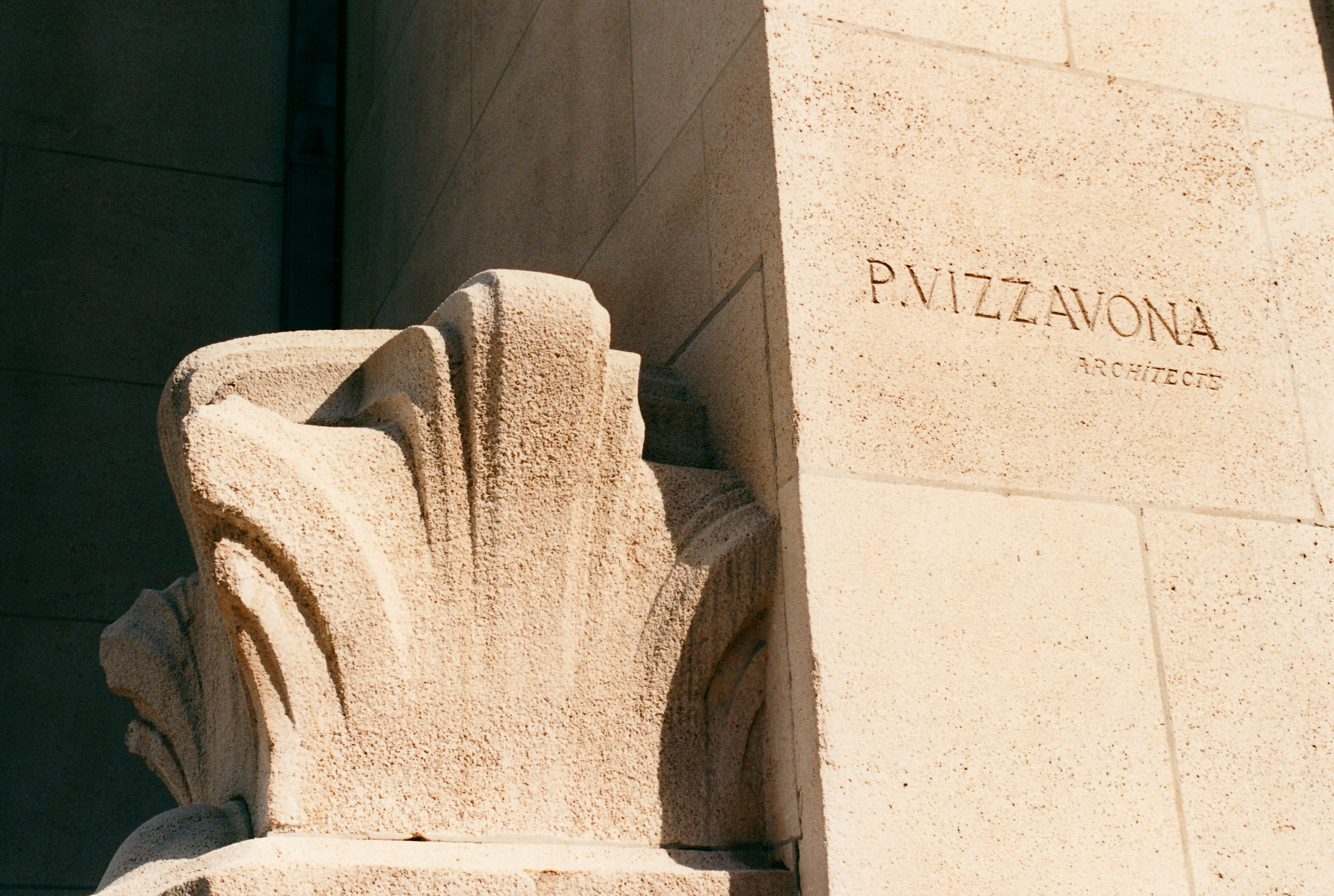
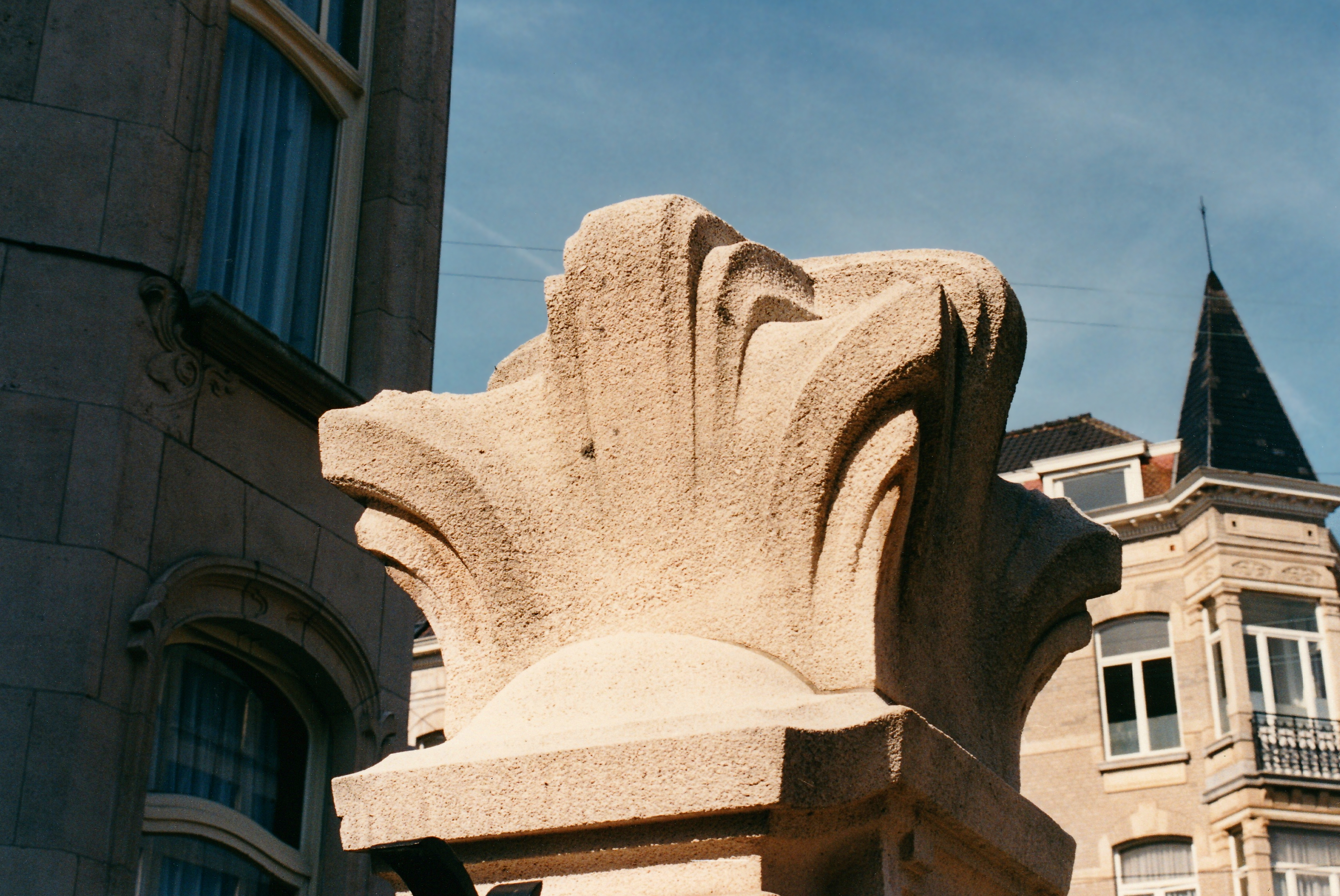